# Нове Домбе
Нове Домбе (пол. Nowe Dąbie) — село в Польщі, у гміні Лабішин Жнінського повіту Куявсько-Поморського воєводства.
Населення — 701 особа (2011).
У 1975-1998 роках село належало до Бидгощського воєводства.

## Демографія
Демографічна структура станом на 31 березня 2011 року:
|          | Загалом | Допрацездатний вік | Працездатний вік | Постпрацездатний вік |
| -------- | ------- | ------------------ | ---------------- | -------------------- |
| Чоловіки | 367     | 101                | 246              | 20                   |
| Жінки    | 334     | 78                 | 212              | 44                   |
| Разом    | 701     | 179                | 458              | 64                   |